# Keomah Village
Keomah Village és una població dels Estats Units a l'estat d'Iowa. Segons el cens del 2000 tenia 97 habitants.

## Demografia
Segons el cens del 2000, Keomah Village tenia 97 habitants, 42 habitatges, i 37 famílies. La densitat de població era de 1.248,4 habitants/km².
Dels 42 habitatges en un 23,8% hi vivien nens de menys de 18 anys, en un 81% hi vivien parelles casades, en un 7,1% dones solteres, i en un 11,9% no eren unitats familiars. En l'11,9% dels habitatges hi vivien persones soles el 2,4% de les quals corresponia a persones de 65 anys o més que vivien soles. El nombre mitjà de persones vivint en cada habitatge era de 2,31 i el nombre mitjà de persones que vivien en cada família era de 2,46.
Per edats la població es repartia de la següent manera: un 13,4% tenia menys de 18 anys, un 5,2% entre 18 i 24, un 23,7% entre 25 i 44, un 43,3% de 45 a 60 i un 14,4% 65 anys o més.
L'edat mediana era de 49 anys. Per cada 100 dones de 18 o més anys hi havia 104,9 homes.
La renda mediana per habitatge era de 63.750 $ i la renda mediana per família de 71.750 $. Els homes tenien una renda mediana de 50.750 $ mentre que les dones 31.250 $. La renda per capita de la població era de 27.891 $. Entorn del 12,8% de les famílies i el 9,8% de la població estaven per davall del llindar de pobresa.

## Poblacions més properes
El següent diagrama mostra les poblacions més properes.